# Bajo las estrellas
Bajo las estrellas es una película española de 2006 dirigida por Félix Viscarret. Basa su argumento en la novela El trompetista del Utopía, de Fernando Aramburu.

## Argumento
Atención "spoilers", no leer si no se quiere saber el final de la película
Benito Lacunza (Alberto San Juan), es un camarero que toca Jazz en Madrid, por locales de no muy buena reputación. Debido a la inminente muerte de su padre debe regresar a su ciudad natal, Estella (Navarra). Poco antes de que se produzca se reencuentra a su hermano Lalo (Julián Villagrán), que sorprendentemente se ha echado novia, Nines (Emma Suárez), madre soltera que vive en una caravana y con la que había estado relacionado Benito de mozo. 
La noche en que le dan la noticia de la muerte de su padre Benito sale a emborracharse con su antigua cuadrilla del pueblo y acaba completamente borracho y según confiesa a su mujer por teléfono incluso se ha hecho pis encima. 
Al llegar a casa al día siguiente su tía le pide colaboración para ajustarle al cadáver del padre el traje de Requeté, con el siempre quiso ser enterrado por propio deseo. El no avisar a la funeraria para ello impide que nadie en el pueblo puede conocer dicho detalle. Ajeno a la ideología de su padre Benito toca la trompeta interpretando temas tan poco tradicionalistas como La Marsellesa.
El carácter alegre, despreocupado, juerguista y extrovertido de Benito contrasta en todo momento con el pensativo, atormentado, aprensivo e introvertido de su hermano Lalo. 
Después del entierro de su padre Benito decide comunicar a su mujer por teléfono que pasará unos días más en Estella y que se ha comprometido a tocar en las fiesta de un pueblo cercano (Eulate), cosa que disgusta enormemente a su cónyuge. Tras tocar en dicho pueblo y haberse ido su cuadrilla, Benito habla de política ante desconocidos (critica un atentado terrorista), lo que le vale una brutal paliza cuando sale del bar. Mientras le apalean Benito les grita Chulos y macarras fuera de Navarra.
Poco a poco Benito va trabando una curiosa amistad con Ainara, la hija de Nines, a la que llama cariñosamente puerquita, y trata en ocasiones como una gran chica, por ejemplo no chivándose a su madre de que fuma y hace novillos. Finalmente Benito es abandonado por su mujer y tras el suicidio de su hermano invita a Nines a irse con su hija a vivir con él. Nines acepta. Del final no se deduce que tengan una relación sentimental, aunque Benito deja abierta la puerta en el último diálogo. En la escena final de la película un tractor tira de la roulotte de Nines en dirección a la casa familiar de Benito en Estella.

## Comentarios
Primer largometraje del director. La pareja protagonista ya trabajó junta en la película Horas de luz.

## Palmarés cinematográfico
XXII edición de los Premios Goya
| Categoría                 | Persona          | Resultado |
| ------------------------- | ---------------- | --------- |
| Mejor director novel      | Félix Viscarret  | Candidato |
| Mejor actriz protagonista | Emma Suárez      | Candidata |
| Mejor actor protagonista  | Alberto San Juan | Ganador   |
| Mejor actor de reparto    | Julián Villagrán | Candidato |
| Mejor guion adaptado      | Félix Viscarret  | Ganador   |
| Mejor música original     | Mikel Salas      | Candidato |
| Mejor fotografía          | Álvaro Gutiérrez | Candidato |

Premios Fotogramas de Plata
| Categoría           | Persona          | Resultado |
| ------------------- | ---------------- | --------- |
| Mejor actor de cine | Alberto San Juan | Ganador   |

52.ª edición de los Premios Sant Jordi
| Categoría         | Resultado |
| ----------------- | --------- |
| Mejor ópera prima | Ganadora  |

- Ganadora de la Biznaga de Oro a la mejor película y de los premios al mejor director y mejor actor (Alberto San Juan) en el Festival de Málaga de Cine Español.